# Марті (Південна Дакота)
Марті (англ. Marty) — переписна місцевість (CDP) в США, в окрузі Чарлз-Мікс штату Південна Дакота. Населення — 677 осіб (2020).

## Географія
Марті розташоване за координатами 42°59′47″ пн. ш. 98°25′49″ зх. д. / 42.99639° пн. ш. 98.43028° зх. д. (42.996489, -98.430196).  За даними Бюро перепису населення США в 2010 році переписна місцевість мала площу 8,35 км², уся площа — суходіл.

## Демографія
Згідно з переписом 2010 року, у переписній місцевості мешкали 402 особи в 99 домогосподарствах у складі 76 родин. Густота населення становила 48 осіб/км².  Було 109 помешкань (13/км²).
Расовий склад населення:
| - 95,0 % — корінних американців - 3,2 % — білих |

До двох чи більше рас належало 1,7 %. Частка іспаномовних становила 0,5 % від усіх жителів.
За віковим діапазоном населення розподілялося таким чином: 45,3 % — особи молодші 18 років, 51,0 % — особи у віці 18—64 років, 3,7 % — особи у віці 65 років та старші. Медіана віку мешканця становила 20,8 року. На 100 осіб жіночої статі у переписній місцевості припадало 96,1 чоловіків;  на 100 жінок у віці від 18 років та старших — 101,8 чоловіків також старших 18 років.
Середній дохід на одне домашнє господарство  становив 27 865 доларів США (медіана — 22 500), а середній дохід на одну сім'ю — 29 966 доларів (медіана — 28 000). Медіана доходів становила 15 750 доларів для чоловіків та 28 250 доларів для жінок. За межею бідності перебувало 45,0 % осіб, у тому числі 43,9 % дітей у віці до 18 років та 31,6 % осіб у віці 65 років та старших.
Цивільне працевлаштоване населення становило 128 осіб. Основні галузі зайнятості: освіта, охорона здоров'я та соціальна допомога — 53,1 %, мистецтво, розваги та відпочинок — 26,6 %, публічна адміністрація — 17,2 %.